# Китайская мафия в России
Китайские мафиозные группы, действующие на территории России, являются частью глобальной сети китайской организованной преступности, или «Триад», как их называют. «Триады» традиционно отличаются крайне высокой степенью законспирированности и сведений об их внутренней структуре у правоохранительных органов очень мало. В «Триады» могут входить только по рекомендациям других членов «Триад», поэтому внедриться туда не представляется возможным. В отличие от других мафий иностранного происхождения, например, японской якудзы, китайские «триады» оказывают большое влияние на преступную обстановку в России, особенно на приграничных с Китаем российских территориях. По мнению ряда специалистов, преступная деятельность на территории РФ китайских ОПГ, обладающих огромными финансовыми, организационными и интеллектуальными ресурсами, не только наносит колоссальный экономический ущерб России, но и начинает угрожать самим её национальным интересам.

## Особенности организации
По оперативным данным, рядовых членов «Триады» отличают показная внешняя скромность — до аскетизма, строгая иерархия, повиновение «боссам», беспощадность, круговая порука и обет молчания. «Триада» всегда придает огромное значение конспирации и, за очень редким исключением, не оставляет практически никаких материальных следов. Глава триады, которого обычно называют «Драконом» или «Головой дракона» («Лунтоу»), находится в Китае, то есть вне досягаемости российских государственных органов. Отряд входящих в триаду боевиков возглавляет «старейший» («Лаода») или «хозяин» («Банчжу»). Рядовые члены банды именуются «монахами» или «братьями». Отбор в ряды членов триад сопровождается жёсткими требованиями и проводится в форме инициации. Для этого всегда требуется рекомендация четырёх рядовых членов триады и одного руководителя. Некоторые члены триады имеют особые отличительные знаки в виде татуировок. Например, у шанхайской триады «Шенсыбан» отличительный знак — «сигарета на предплечье». По словам одного из главарей, триады в России занимаются предпринимательством и защищают себя «от внешнего мира». Уникальная черта триады как преступной организации состоит в том, что рядовые члены группировки никогда не знают своего главаря. Это обстоятельство даёт организации большую живучесть.
По имеющимся данным, основными «Триадами», действующими в России, являются пекинская, шанхайская и харбинская.

## Деятельность в России
В России преступления «Триад», как правило, происходят в среде их же соотечественников, в результате чего рэкет, угрозы, даже убийства в подавляющем большинстве случаев не попадают в российскую уголовную статистику. Ситуация усугубляется закрытостью китайской общины как таковой и отсутствием в органах полиции достаточного числа знатоков китайского языка, что крайне затрудняет всякое расследование преступлений с участием китайских мигрантов.
Основная специализация у «Триад» на российском Дальнем Востоке — вывоз леса, дикоросов, морепродуктов и контрабанда. По приблизительным оценкам, китайские ОПГ ежегодно незаконно вывозят около 1,5 млн кубометров российского леса на сумму 300 млн долларов США. По оценкам Всемирного фонда защиты природы по состоянию на февраль 2002 г., хищнические вырубки в таких масштабах угрожают полным исчезновением дальневосточных лесов в самое ближайшее время.
Эксплуатация природных ресурсов российского Дальнего Востока производится самыми хищническими методами. В результате китайские браконьеры к 1998 году полностью уничтожили промысловое стадо осенней кеты на Уссури и стали практически полновластными хозяевами миграционных путей ценных пород рыб — кеты, калуги, осетровых нерестилищ. Огромный ущерб нанесён в последние годы лесам Иркутской области. Получив разрешение якобы на санитарную рубку, лесозаготовители (ими являются, как правило, нанимаемые китайцами местные жители), вырубают только первосортный пиловочник и берут при этом только нижнюю, самую ценную часть ствола, а остальное бросают на месте рубки. Заплатив за кубометр круглого леса 40 долларов, китайские фирмы реализуют на международных лесных биржах пиломатериалы из России уже по 500 долларов за кубометр. В свою очередь, китайское правительство приняло закон, способствующий такому грабежу российских природных ресурсов путём запрета приобретения в России обработанных лесоматериалов.
Помимо этого, китайские ОПГ вывозят из РФ большое количество стратегического сырья, включая радиоактивные материалы, драгоценные металлы, чёрный и цветной металлолом. При этом местные ОПГ занимаются хищением такого сырья на российских предприятиях, а китайские — контрабандой вывозят похищенное в Китай. Из Приморья нелегально в Китай вывозятся высокоценимые там продукты — трепанг, женьшень, шкура тигров, медвежья желчь..
Другая важная сфера деятельности китайской мафии — рэкет китайских же торговцев, торговавших товарами народного потребления на городских рынках до недавнего времени самостоятельно, а в настоящее время через так называемых «российских» продавцов. Они представляют для китайской мафии цель, заслуживающую самого серьёзного внимания, так как по экспертным оценкам ежегодно из Китая в Россию контрабандным способом ввозится товаров ширпотреба на сумму более 10 миллиардов долларов США.
С этой сферой также связана деятельность триад по отмыванию денег, вплоть до создания на российской территории незаконных банковских пунктов, предоставляющих услуги по финансовому обслуживанию китайских мигрантов. Часть из них формально считаются обменными пунктами, но в действительности осуществляет денежные переводы через банки третьих стран, обслуживает банковские карты платёжных систем Visa, Master-card и других, осуществляет финансовые консультации и так далее. О том, что в неприметном офисе, иногда без всякой вывески, находится банк, знают только китайцы. Найти такую контору можно лишь по объявлению в китайской газете, где указан адрес и нарисована схема. Помимо этого, по данным ФСБ, в Сибири и на Дальнем Востоке действуют не менее двух китайских подпольных банков, один из которых находится в Иркутске.
Некоторые китайские триады также активно вовлечены в торговлю российскими женщинами с целью сексуальной эксплуатации и ими из России осуществляется массовый «экспорт» женщин в Китай. Китайские преступные группы поставляют российских женщин для занятия проституцией в казино в Макао и Гонконге, часто расплачиваясь с российскими преступными группировками наркотиками в обмен за оказание содействия. По официальным оценкам, около 15 тысяч российских женщин, выехавших в Китай из регионов российского Дальнего Востока, находятся там в рабстве и принуждаются к занятию проституцией. По мнению российских оперативных работников, эта цифра занижена, как минимум, вдвое. В обратном направлении, из Китая в Россию, идёт также организованный триадами поток китайских мигрантов, часть которых оседает в РФ, а другая следует в Европу.
По данным американских исследователей, в настоящее время на территории РФ активно действуют отделения таких известных китайских триад, как «Big Circle», «14K», «Red Sun» и «Sun Yee On». Названные преступные организации являются самыми могущественными в Гонконге и на территории материкового Китая, и специализируются на совершении наиболее сложных и масштабных преступных операций таких, как контрабанда и распространении тяжёлых наркотиков.
Характерной особенностью китайской мафии является стремление всегда, насколько это вообще возможно, избежать огласки своей деятельности. Хотя между китайскими и некитайскими преступными группам иногда происходят вооружённые столкновения, китайские ОПГ, как правило, уважительно относятся к российским преступным «коллегам», не вторгаясь в их сферу деятельности и стремятся избегать территориальных разборок. Определённым исключением из этого правила, явилась серия вооружённых конфликтов в конце 1990-х годов, когда сами российские преступные группировки вторглись в сферу интересов триады «Big Circle» в Москве, Хабаровске и Владивостоке. В феврале 2003 года в Иркутске в результате вооружённого конфликта между китайскими и чеченскими преступными группировками, занимавшимися контрабандой леса, был убит лидер китайской триады.
Тем не менее, несмотря на отдельные столкновения, китайские ОПГ предпочитают не конфликтовать с местными преступными группировками, а сотрудничать с ними, что открывает перед ними большие возможности в преступном бизнесе, особенно при использовании коррупционных связей российских мафиози во властных структурах.
Примером такой кооперации между китайскими и российскими ОПГ является незаконная добыча морепродуктов, которая стала одной из основных областей сотрудничества между ними. Размах этой совместной преступной деятельности таков, что по мнению директора Владивостокского центра по изучению организованной преступности (ВЦИОП) Виталия Номоконова, 

их действия не только наносят серьёзный материальный ущерб национальным интересам России, но и создают предпосылки для перехода под полный контроль транснациональных китайских организаций квот на вылов рыбных ресурсов в исключительной экономической зоне России.
Российские ОПГ получают немалые выгоды от преступного сотрудничества с китайскими коллегами, но в силу огромного превосходства китайских триад в методах и ресурсах попадают в полную зависимость от них. Более того, в российских спецслужбах считают, что в результате действующие в Приморье местные преступные группировки, сами того не зная, стали низовыми структурными подразделениями или, того хуже, расходным материалом для китайских триад, применяющих хорошо продуманную долгосрочную стратегию захвата новых территорий.
Кроме того, ряд признаков указывает на то, что китайские ОПГ, действующие на территории Российской Федерации, работают под контролем китайских спецслужб. Подтверждением тому может служить установленный факт, что во главе преступных фирм, действующих в России, зачастую стоят отставные работники китайских служб государственной безопасности.

## Высокотехнологичные преступления
Китайские ОПГ весьма изобретательны и все время изыскивают новые способы получения незаконных доходов. Весьма показателен в этом отношении выявленный факт создания в Приморье китайскими ОПГ целой сети нелегальных переговорных пунктов для трансграничной связи, обнаруженной в ходе радиоконтроля Приморского филиала радиочастотного центра ДВФО. Сотрудники УФСБ по Приморскому краю и управления Госсвязьнадзора при содействии паспортно-визовой службы, управления «Р», «иностранного отдела» УВД края и федеральной миграционной службы 29 марта 2002 года провели в Уссурийске совместную операцию по ликвидации сети нелегальных переговорных пунктов.
В результате межведомственной операции были ликвидированы сразу десять точек, через которые китайские граждане вели незаконные переговоры с Родиной и другими странами по своим, сильно заниженным по сравнению с российскими, ценам. Российскими правоохранительными органами было изъято огромное количество современного оборудования для сотовой связи, которым управляли сотовые операторы из китайского города Дунин, откуда поступал мощный сигнал, достигающий территории Приморья. Благодаря этому с незаконных переговорников в Уссурийске в обход российских телефонных компаний можно было легко выходить на прямую связь с Дунином, а оттуда — со всем Китаем и даже миром. Помимо обычной связи на этих пунктах применяли также картофоны, по которым можно было дозвониться так легко, как если бы разговаривающий находился в самом Китае. Работа таких нелегальных переговорных пунктов помимо прямого экономического ущерба, наносимого российскому государству, крайне усложняет электромагнитную обстановку в регионе, ограничивая доступный частотный ресурс и создавая сильные помехи не только для приёма телепередач, но и для работы российских спецслужб — ФСБ, ФАПСИ, объектов Минобороны..

## Угроза национальной безопасности России
Существует множество фактов, указывающих на то, что деятельность китайских ОПГ вместе с массированной китайской миграцией на Дальнем Востоке России приобретает масштаб, угрожающий её национальной безопасности и способный в перспективе привести к утрате российского суверенитета над этими территориями. В определённой степени это уже свершившийся факт. При показном соблюдении российского суверенитета реальная обстановка в приграничной с Китаем части России зачастую определяется не решениями российских властей, а действиями китайских ОПГ, китайских землячеств и китайских же государственных организаций.
По мнению известного специалиста по российско-китайским отношениям академика В. Мясникова,

 «есть все признаки того, что мигрирующие по России и практически неподконтрольные российским властям китайцы уже создали на российской территории сложившуюся нелегальную сеть, которая выполняет функции связи, координации, информации и даже помощи»
.